# ۲۳۰ (عدد)
۲۳۰ (عدد)یک عدد طبیعی است که بعد از ۲۲۹ و قبل از ۲۳۱ قرار دارد.